# Cayo Valerio Flaco (pretor)

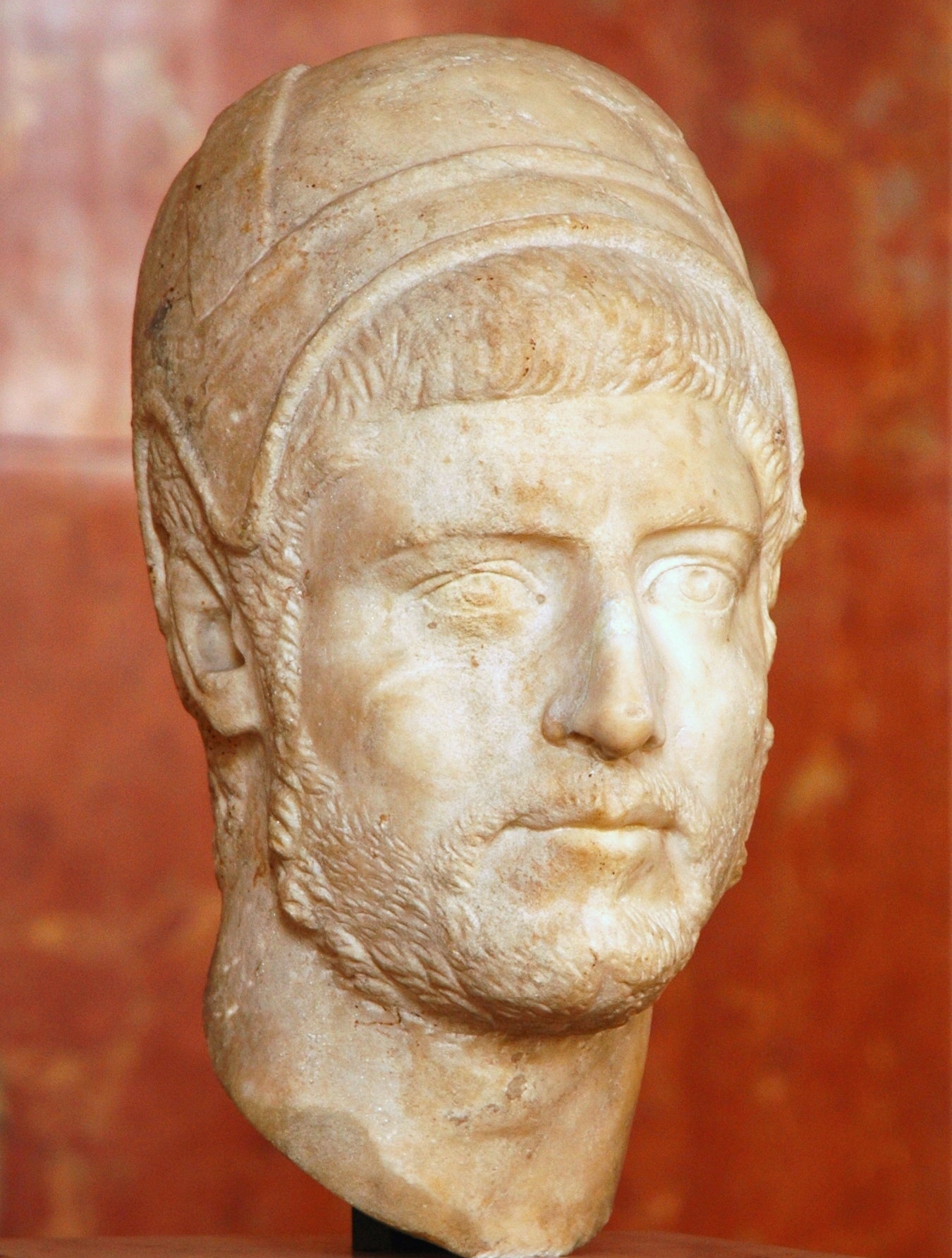
Retrato de un flamen

Cayo o Gayo Valerio Flaco (en latín, Gaius Valerius P. f. L. n. Flaccus) fue un político romano de los siglos III y II a. C.

## Flamen Dialis
En el año 209 a. C. fue escogido flamen Dialis en contra de su voluntad por el pontífice máximo Publio Licinio Craso Dives. Había sido hasta ese momento un joven disoluto, tenía mala reputación y se había distanciado de sus familiares. Cuando entró en el cargo, se ganó la aprobación de sus pares al volcarse en sus obligaciones y dar un giro a su actitud. Como sacerdote de Júpiter decidió revivir los privilegios de ser miembro del Senado, llevar toga pretexta y disponer de una silla curul que habían caído en desuso, a lo que se opuso el pretor Publio Licinio Varo. Sin embargo, apelando a los tribunos de la plebe, Flaco consiguió su propósito y fue recibido en la Curia sin oposición.

## Cargos públicos
Fue elegido edil curul en el año 199 a. C. Al ser flamen Dialis no podía prestar juramento. Puesto que ningún magistrado podía ejercer un cargo durante más de cinco días sin que lo prestase, Flaco solicitó al Senado que se le eximiera del requisito. Sin embargo, el Senado decretó que, si encontraba a una persona que tomase el juramento por él y los cónsules estaban de acuerdo, estos podían proponer a los tribunos de la plebe que presentasen una moción a la asamblea del pueblo. Lucio Valerio Flaco se presentó para jurar en lugar de su hermano y el pueblo votó que serían como si el mismo edil lo hubiese hecho.
Ocupó el puesto de pretor peregrino en el año 183 a. C.